# Xã Kinsley, Quận Edwards, Kansas
Xã Kinsley (tiếng Anh: Kinsley Township) là một xã thuộc quận Edwards, tiểu bang Kansas, Hoa Kỳ. Năm 2010, dân số của xã này là 139 người.